# Rih Tengah
Rih Tengah is een bestuurslaag in het regentschap Karo van de provincie Noord-Sumatra, Indonesië. Rih Tengah telt 355 inwoners (volkstelling 2010).